# Club Deportivo 1º de Mayo
Il Club Deportivo 1º de Mayo è una società calcistica boliviana di Trinidad, fondata il 12 ottobre 1951.

## Storia
In seguito alla sua fondazione prese parte al campionato del Dipartimento di Cochabamba. Nel 1958 partecipò per la prima volta alla Copa Simón Bolívar; l'anno precedente aveva ottenuto la promozione. Nel 1962 retrocesse. Nel 1983 tornò in massima serie dopo una lunga assenza; nel frattempo si era istituito il campionato professionistico. Alla sua prima stagione nel nuovo torneo, il Primero de Mayo giunse all'ultimo posto a pari merito con l'Independiente Petrolero; si salvò dalla retrocessione grazie alla differenza reti, -44, contro il -52 della squadra di Sucre. Nel 1984 non poté evitare il declassamento, giacché chiuse la classifica con 12 punti, finendo all'ultimo posto. Oltre alle vittorie in ambito dipartimentale, registrò delle buone prestazioni in Copa Simón Bolívar — nel frattempo divenuta la seconda divisione nazionale — e arrivò per due volte agli spareggi per accedere alla prima divisione. Nel 2004 fu sconfitto dal Club Universidad, mentre nel 2008 dal Real Mamoré.

## Palmarès

### Competizioni nazionali
- Campionato di Beni: 4

2001, 2002, 2008, 2010